# Осетинский (посёлок)
Осети́нский (осет. Осетинскæй) — посёлок в Моздокском районе Республики Северная Осетия — Алания. 
Входит в состав муниципального образования «Веселовское сельское поселение».

## География
Селение расположен у Северо-Кавказской железной дороги, в северо-восточной части Моздокского района. Находится в 8 км к северо-востоку от районного центра Моздок и в 96 км к северу от города Владикавказ.
Граничит с землями населённых пунктов: Комарово, на юге Весёлое на северо-западе, и Дружба на юго-востоке.
Населённый пункт расположен на восточной окраине наклонной Кабардинской равнине. Рельеф местности преимущественно равнинный, без резких колебаний относительных высот. Средние высоты составляют около 128 метров над уровнем моря.
Климат влажный умеренный. Среднегодовая температура воздуха составляет +10,5°С. Температура воздуха в среднем колеблется от +23,5°С в июле, до -2,8°С в январе. Среднегодовое количество осадков составляет около 520 мм. Основное количество осадков выпадает в период с мая по июль. В конце лета часты суховеи, дующие из территории Прикаспийской низменности.

## История
Посёлок основан в 1930-х годах из части села Комарово расположенного у железной дороги.
Ныне посёлок продолжает фактически являться частью села Комарово и отдалён от него лишь улицей Железнодорожная.

## Население
| 2002 | 2010 | 2021 |
| ---- | ---- | ---- |
| 52   | ↘48  | ↘47  |

Национальный состав
По данным Всероссийской переписи населения 2010 года:
| Народ   | Численность, чел. | Доля от всего населения, % |
| ------- | ----------------- | -------------------------- |
| осетины | 21                | 43,8 %                     |
| русские | 20                | 41,7 %                     |
| немцы   | 4                 | 8,3 %                      |
| другие  | 3                 | 6,2 %                      |
| всего   | 48                | 100 %                      |

## Инфраструктура
В пределах посёлка расположена железнодорожная станция Осетиновская, обслуживающая ветку Прохладная—Гудермес Северо-Кавказской железной дороги.

## Улицы
В посёлке всего одна улица — Железнодорожная.